# 羅馬史學
羅馬史學根據希臘史學的基礎而發展。如希羅多德和修昔底德的著作，深深影響著羅馬史學，儘管羅馬史學的發展並不如軍事與政治，不過羅馬史學也發展出獨特的風格與特點。
不過羅馬史學還是有與希臘史學不同之處，羅馬史學就沒有以口頭腔調的傳統歷史。羅馬史學的風格建立在大祭司（Pontifex Maximus）的史冊，或大年代记（annales maximi）。或大年代记包括各種各樣的資訊，包括宗教文件、領事名字、死亡的祭司，以及歷史上的各種災難。大年代记中部分是White Tablets，或“Tabulae Albatae”，這包括共和國起源的信息。

## 羅馬史學史

### 羅馬史學基礎
昆图斯·费边·皮克托尔是羅馬史學基礎的建立者，也被稱為歷史的創立者。第二次布匿战争之前，羅馬幾乎沒有史學的發展，西元前後，他曾作為羅馬史團成員出使希臘。西元前三世紀末，他用希臘語寫成羅馬史，從羅馬起源一直到西元前世紀末。該書的出現是羅馬史學興起的濫觴。

## 註腳
1. ↑  馮作民. . . 1979年: 736頁.
2. ↑  王鑫. . . 2010年: 212頁.